# Миттердорф-им-Мюрцталь
Миттердорф-им-Мюрцталь (нем. Mitterdorf im Mürztal) — ярмарочная коммуна (нем. Marktgemeinde) в Австрии, в федеральной земле Штирия. 
Входит в состав округа Мюрццушлаг.  Население составляет 2414 человек (на 31 декабря 2005 года). Занимает площадь 11,12 км². Официальный код  —  6 13 08.

## Политическая ситуация
Бургомистр коммуны — Вальтер Бергер (СДПА) по результатам выборов 2005 года.
Совет представителей коммуны (нем. Gemeinderat) состоит из 15 мест.
- СДПА занимает 12 мест.
- АНП занимает 3 места.